# بی-اسپلاین

بی اسپلاین با نقاط/چندضلعی کنترل، و منحنی‌های نظیر علامت دار

در بحث آنالیز عددی که از شاخه‌های ریاضی است، بی اسپلاین، یا اسپلاین پایه، یک تابع اسپلاین است که دارای کمترین تکیه‌گاه بر حسب یک درجه مفروض، همواری، و افراز ناحیه است. هر تابع اسپلاین از درجه مشخص را می‌توان بر حسب ترکیب خطی بی اسپلاین‌های همان درجه نوشت. بی اسپلاین‌های اصلی شامل نقاطی هستند که هم فاصله اند. از بی اسپلاین‌ها می‌توان برای برازش منحنی و مشتق‌گیری عددی داده‌های آزمایشگاهی استفاده کرد.
در طراحی به کمک رایانه و گرافیک رایانه ای، توابع اسپلاین به صورت ترکیب خطی بی اسپلاین‌ها با مجموعه ای از نقاط کنترل ساخته می‌شوند.

## مقدمه
بررسی بی اسپلاین‌ها به قرن نوزدهم در تحقیقات نیکلای لوباچفسکی بر می‌گردد. واژه «بی اسپلاین» را ایزاک یاکوب شونبرگ ابداع کرد که مخفف اسپلاین پایه است.

## تعریف
یک بی اسپلاین، تابعی قطعه ای چندجمله ای از درجه کمتر یا مساوی n بر حسب متغیری مثل x است که بر بازه ای همچون t0 تا tn تعریف می‌شود.